# Медаль «За видатні заслуги» ВМС США
Меда́ль «За видатні заслуги» ВМС США (англ. Navy Distinguished Service Medal) — американська військова нагорода у військово-морських силах США та Корпусі морської піхоти США.